# سليمان محمود العبيدي
اللواء الركن سليمان محمود العبيدي عسكري ليبي بارز. كان أحد الضباط الذين شاركوا القذافي في انقلاب 1969.
انشقّ عن نظام القذافي عقب اندلاع ثورة 17 فبراير، وأصبح رئيس الأركان العامة للجيش الوطني الليبي بين يوليو 2011 ونوفمبر 2011، حيث قدّم استقالته من المنصب إلى المجلس الوطني الانتقالي ليخلفه خليفة حفتر، بسبب «خلافاته مع وزارة الدفاع التي اعتبر أنها تدعم وتقوي كتائب الثوار على حساب الجيش الوطني».

## مصدر
1. ↑  "ليبيا.. وفاة رئيس أركان أسبق مصابا بكورونا:  ابنة اللواء سليمان محمود العبيدي، أكدت وفاته في تدوينة عبر فيسبوك". وكالة الأناضول. 6 أكتوبر 2020. مؤرشف من الأصل في 2020-10-06. اطلع عليه بتاريخ 2020-10-06.
2. ↑   https://www.libyanews.co/sports/368441.html. {{استشهاد ويب}}: |url= بحاجة لعنوان (مساعدة) والوسيط |title= غير موجود أو فارغ (من ويكي بيانات) (مساعدة)
3. ↑  "وفاة اللواء سليمان العبيدي متأثراً بإصابته بكورونا". 10 يونيو 2020. مؤرشف من الأصل في 2020-06-10. اطلع عليه بتاريخ 2020-06-10. {{استشهاد ويب}}: |archive-date= / |archive-url= timestamp mismatch (مساعدة)
4. 1 2  استقالة رئيس أركان الجيش الوطني الليبي - وكالة شينخوا - نشرت 18-11-2011 ، الولوج 23-11-2011 [وصلة مكسورة] نسخة محفوظة 14 أبريل 2020 على موقع واي باك مشين.